# In under din Ande som signar
In under din Ande som signar är en laestadiansk psalm, med en finsk text av Vilho Rantanen 1929 i samlingen Sävelsilta I. Sun Henkesi kasteen alle eller Sun Henkesi sateen alle. Svensk översättning av Elis Sjövall. Sången är bekant i vida kretsar internationellt - den har till och med översatts till esperanto.
Melodin av Yrjö Karanko 1929 i samlingen Sävelsilta I och senare av Toini Sointu, Tammerfors.

## Publicerad som
- Nr 82 i Sions Sånger 1951
- Nr 136 i Sions Sånger 1981 under rubriken "Kristlig vandel".